# Sphinx
Pour les articles homonymes, voir Sphinx (homonymie).
Un sphinx ([sfɛ̃ks], grec ancien : σφίγξ, béotien : φίξ [pʰíːks] ; au féminin sphinge ou sphynge) est une créature légendaire ayant la tête d'un humain, d'un faucon, d'un chat ou d'un bélier et le corps d'un lion avec, dans certaines versions du mythe, les ailes d'un aigle.
La première version d'un sphinx est égyptienne avec notamment le sphinx de Gizeh, composé d'une tête d'homme (possiblement celle du pharaon Khéphren). On le qualifie d'androsphinx (grec ancien : ανδρόσφιγξ) et il est considéré comme bienveillant. D'autres sphinx à tête de béliers sont observables dans des dromos à Thèbes.
Les représentations de sphinx sont généralement associées au rôle de gardien et flanquent des structures architecturales telles que des tombes royales ou des temples religieux.
Dans la tradition grecque, la sphinge a la tête d'une femme, les hanches d'un lion et les ailes d'un oiseau. À l'inverse de la version égyptienne, elle est impitoyable et dévore ceux qui ne peuvent pas répondre à son énigme. Elle a été rendue célèbre par le mythe d'Œdipe.
L'image du sphinx est exportée dans de nombreuses autres cultures à travers le monde, par exemple en Asie du Sud et du Sud-Est.
En Europe, le sphinx connaît également un renouveau majeur pendant la Renaissance dans l'art décoratif.

## Étymologie
Le mot sphinx vient du grec Σφίγξ, apparemment du verbe σφίγγω (sphíngō) qui signifie « serrer, resserrer ».
Une autre origine a été suggérée par l'historienne Susan Wise Bauer. Pour elle, le mot sphinx serait une corruption grecque du nom égyptien shesepankh qui signifie « image vivante » et se réfère plutôt à la nature de la sculpture dans une « roche vivante » qu'à la bête elle-même.

## Égypte

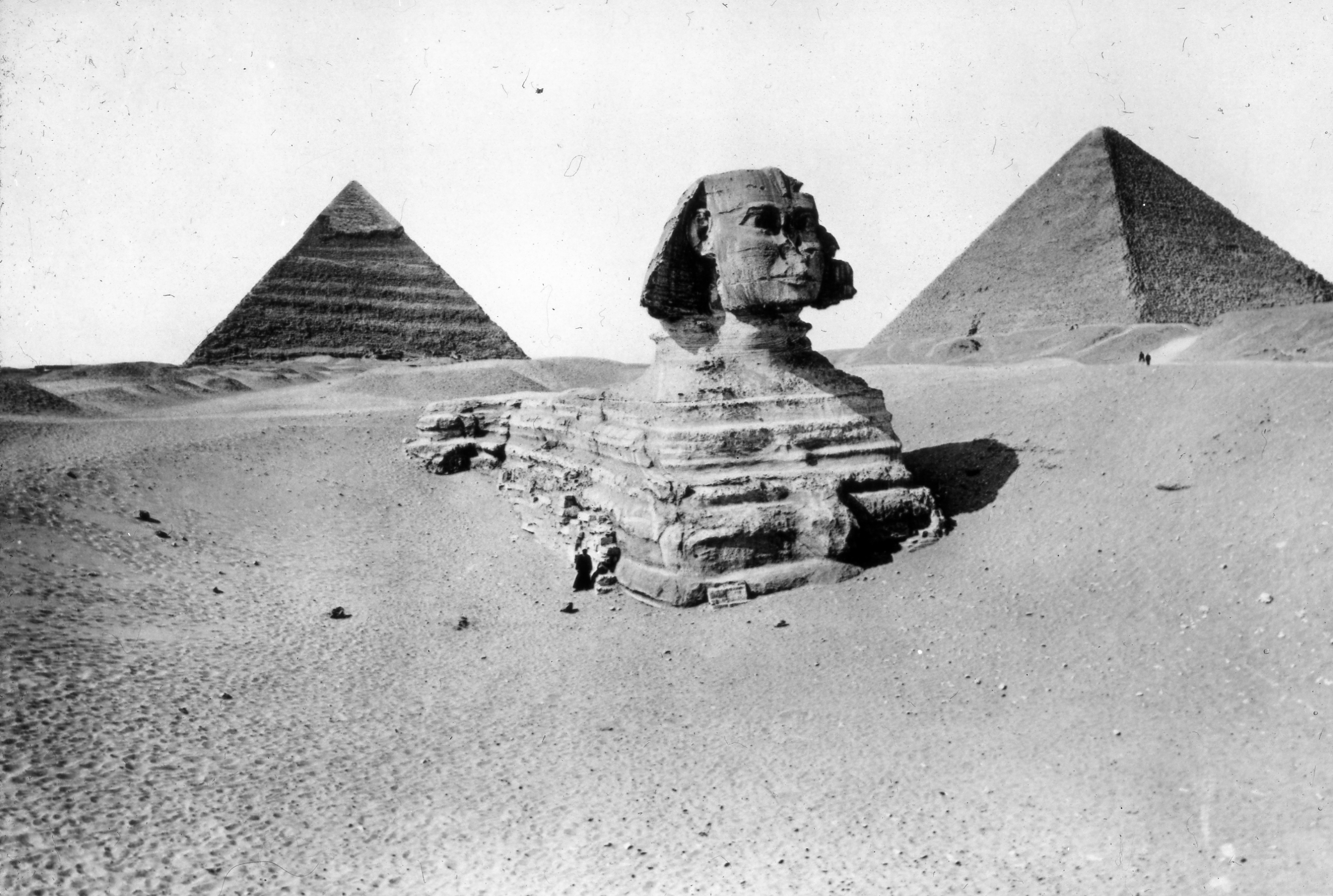
Grand Sphinx avant son déblaiement.

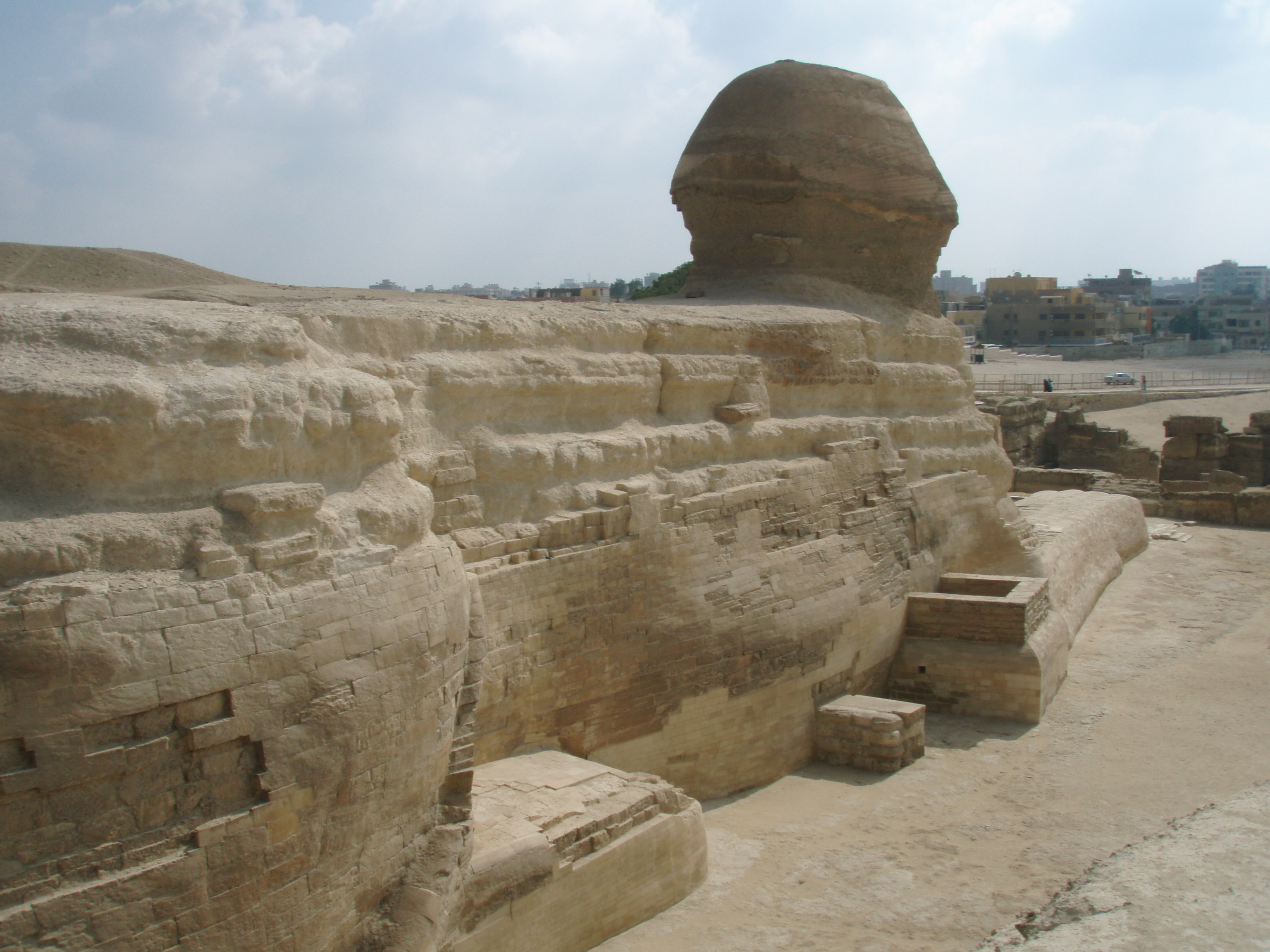
Arrière du Sphinx de Gizeh.

Le plus grand et le plus célèbre des sphinx est le Sphinx de Gizeh, situé sur le plateau de Gizeh devant les grandes Pyramides de Gizeh sur la rive ouest du Nil (29°58′31″N 31°08′15″E / 29.97528°N 31.13750°E).

La date de sa construction n'est pas connue avec certitude. Les égyptologues rapprochent la tête du Sphinx de celle du pharaon Khéphren et datent le monument entre 2600 et 2500 avant notre ère.

Cependant, quelques géologues de la fin du XXe siècle ont prétendu avoir repéré des preuves d'érosion due à l'eau dans et autour de l'enceinte du Sphinx, ce qui, pour eux, prouvait que le Sphinx était antérieur à Khéphren. Ils n'hésitèrent pas à le dater entre 10000 et 5000 avant notre ère. Cette affirmation, parfois appelée hypothèse de l'érosion du sphinx par l'eau, a peu de soutien parmi les égyptologues et contredit presque toutes les autres preuves.
Le nom donné à ces statues par leurs bâtisseurs (et sculpteurs) n'est pas connu.

Sur le site du Grand Sphinx, une stèle du pharaon Thoutmôsis IV (XVIIIe dynastie égyptienne, vers 1400 avant notre ère) énumère les noms de trois aspects de la divinité solaire locale de cette période : Khépri - Rê - Atoum. De nombreux pharaons ont leur tête sculptée au sommet des statues des gardiens de leurs tombes afin de montrer leur relation étroite avec la puissante divinité solaire Sekhmet, une lionne[réf. nécessaire].
D'autres sphinx égyptiens sont connus[réf. nécessaire] :
- le Sphinx d'Hatchepsout sculpté dans le granite et se trouvant maintenant au Metropolitan Museum of Art de New York ;
- neuf cent criosphinx à tête de bélier, représentant Amon, sont présents à Thèbes ;
- il existe aussi des sphinx à tête de faucon (hiéracosphinx).

Le Grand Sphinx est devenu un emblème de l'Égypte, apparaissant fréquemment sur les timbres, pièces de monnaie et documents officiels.

## Grèce antique

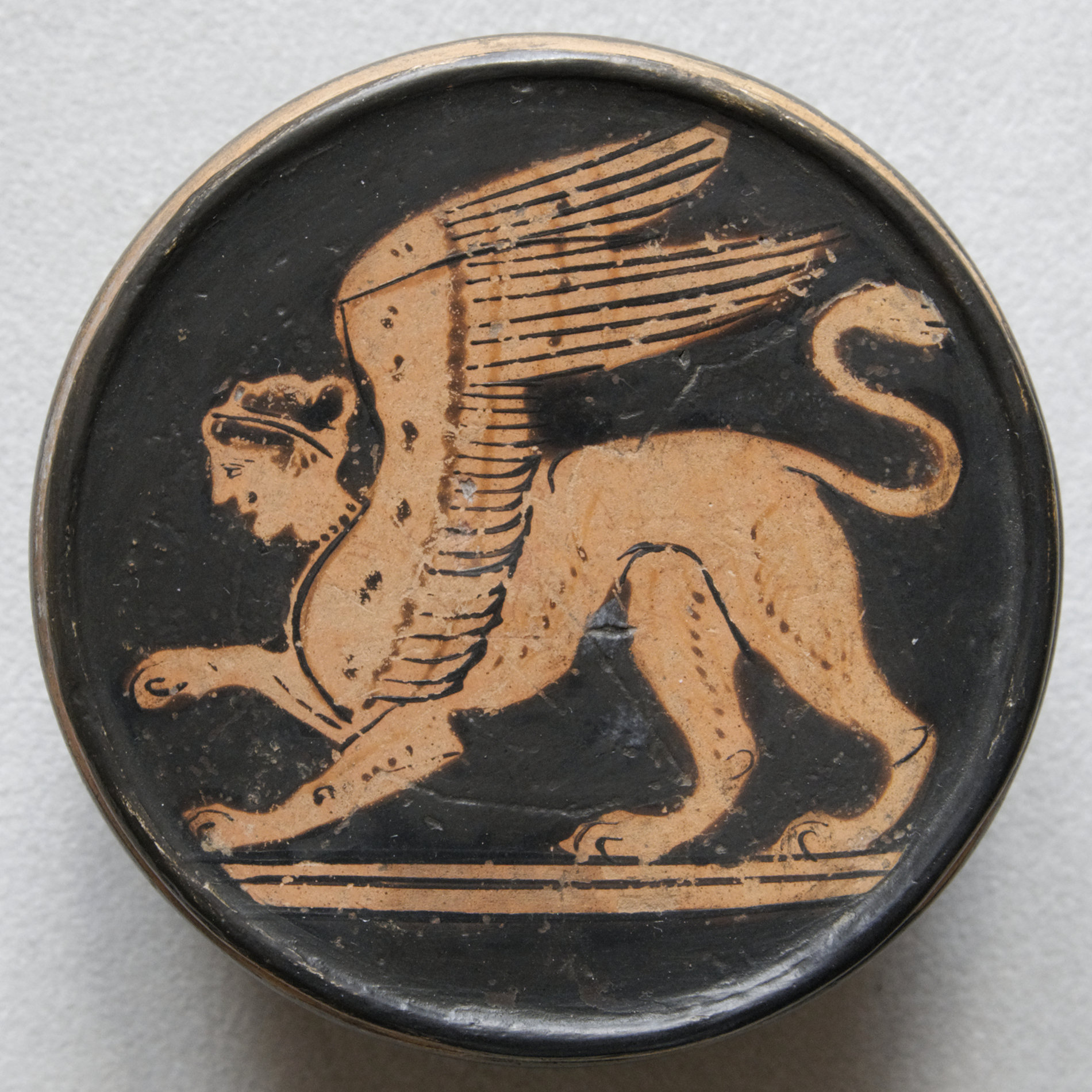
Sphinx sur une céramique à figures rouges, deuxième moitié du Ve siècle avant notre ère, retrouvé à Nola, Italie.

À l'âge du bronze, les Hellènes ont des contacts commerciaux et culturels avec l'Égypte. Le nom grec, sphinx, est déjà appliqué à ces statues[réf. nécessaire].
À l'inverse de la tradition égyptienne, le sphinx grec est toujours une femme. Selon Hésiode, la sphinge est une fille d'Orthos et d'Echidna ou de la Chimère, ou peut-être même Céto.

Le Sphinx est appelé Phix (Φίξ) par Hésiode à la ligne 326 de la Théogonie. Le nom du Sphinx est noté par Pierre Grimal dans son Dictionnaire de la mythologie grecque et romaine[réf. nécessaire].
Le sphinx est l'emblème de l'ancienne cité-état de Chios et apparaît sur les sceaux et le revers des pièces de monnaie du VIe siècle avant notre ère jusqu'au IIIe siècle.

### Énigme du sphinx
Dans la mythologie grecque, la Sphinge gardait la route qui menait à la cité de Thèbes. Elle posait une énigme aux voyageurs et tuait ceux qui ne pouvaient pas répondre[source insuffisante].

Il s'agissait de déterminer « quel est l'animal qui n'a qu'une voix, et qui d'abord quadrupède, devient successivement bipède et tripède ».
Cette énigme est notamment liée au mythe d'Œdipe : celui-ci « se présenta et l'expliqua, en disant que l'animal dont parlait le Sphinx, était l'homme, qui est quadrupède en naissant, puisqu'il se traîne sur ses pieds et sur ses mains ; parvenu à l'âge viril, il est bipède ; il est enfin tripède, lorsque devenu vieux, il est obligé de prendre un bâton pour se soutenir »,.

## Rome antique
Pline l'Ancien (23-79) mentionne que l'Éthiopie produit beaucoup de sphinx au poil roux, avec deux mamelles à la poitrine,.
Stace (40-96) décrit le sphinx comme un monstre ailé, aux joues pâles, aux yeux souillés de corruption, aux plumes coagulées de sang et doté de serres sur des mains livides,.
Apollodore, dont l'œuvre a été écrite aux Ier et IIe siècles, décrit le sphinx comme ayant le visage d'une femme, le corps et la queue d'un lion et les ailes d'un oiseau.

Selon Apollodore et Lasos, elle est une fille d'Echidna et de Typhon.

## Asie du Sud et du Sud-Est
- Si vous ne connaissez pas le sujet, laissez ce bandeau (vous pouvez alors contacter les auteurs).
- Si vous supprimez le contenu mis en cause (vous pouvez préalablement contacter les auteurs),

argumentez précisément cette suppression dans la page de discussion
(un manque de référence n'est pas un argument ; une recherche réelle de référence doit avoir été effectuée, être formellement documentée).
Un être mythologique composite avec le corps d'un lion et la tête d'un être humain est présent dans les traditions, la mythologie et l'art de l'Asie du Sud et du Sud-Est.

Les diverses versions sont connues sous les noms de purushamriga (sanscrit, « homme-bête »), purushamirugam (tamoul, « homme-bête »), naravirala (sanscrit, « homme-chat ») en Inde ou nara-simha (sanscrit, « homme-lion ») au Sri Lanka, manusiha ou manuthiha (pali, « homme-lion ») en Birmanie, et norasingh (pali, « homme-lion ») ou nora nair en Thaïlande. Il a une tête de lion et un corps humain[réf. nécessaire].
Contrairement aux sphinx d'Égypte et de Grèce, les traditions liées aux « sphinx asiatiques » sont toujours vivantes de nos jours[source insuffisante].

Les premières représentations artistiques de ces « sphinx » auraient été influencées par l'art et les écrits hellénistiques. De nombreux sphinx peuvent être vus sur les portes du stupa de Bharhut (Ier siècle avant notre ère)[réf. nécessaire].
En Inde du Sud, le « sphinx » est connu sous le nom de purushamriga (sanscrit) ou purushamirugam (tamoul), ce qui signifie « bête humaine ». On le trouve représenté dans l'art sculptural des temples et des palais où il sert un but apotropaïque, tout comme les sphinx dans d'autres parties du monde antique[source insuffisante]. Il est censé ôter les péchés des dévots lorsqu'ils entrent dans un temple et conjurer le mal en général. Il se trouve donc souvent dans une position stratégique sur le gopura ou la porte du temple.

Le purushamriga joue un rôle important dans les rituels quotidiens et annuels des temples du Shivaïsme du sud de l'Inde[réf. nécessaire].
Dans le rituel shodhasha-upakaara (ou seize honneurs), exécuté entre une et six fois à des moments sacrés significatifs de la journée, il décore l'une des lampes de la diparadhana (cérémonie de la lampe). Dans plusieurs temples, le purushamriga est également l'un des vahana, ou véhicules de la divinité, lors des processions du Srivari Brahmotsavam (festival)[réf. nécessaire].
Dans le district de Kanya Kumari, dans la pointe sud du sous-continent indien, pendant la nuit de Shiva Ratri, les fidèles parcourent 75 kilomètres en visitant et en adorant dans douze temples de Shiva. Ce Shiva Ottam (course pour Shiva) est exécuté en commémoration de l'histoire de la course entre le Sphinx et Bhima, l'un des héros de l'épopée Mahabharata[réf. nécessaire].
La conception indienne d'un sphinx qui se rapproche le plus de l'idée grecque classique est dans le concept du Sharabha, une créature mythique, à la fois lion, moitié homme et moitié oiseau, forme que le dieu Shiva prend pour contrer la violence de Narasimha[réf. nécessaire].
Au Sri Lanka et en Inde, le sphinx est connu comme narasimha ou homme-lion ; il a le corps d'un lion et la tête d'un être humain et ne doit pas être confondu avec Narasimha, la quatrième réincarnation de la divinité Vishnu (représenté avec un corps humain et la tête d'un lion). Le sphinx narasimha fait partie de la tradition bouddhiste et sa fonction est celle de gardien du Nord[réf. nécessaire].
En Birmanie, le sphinx est connu sous le nom de Manuththiha (Manussiha). Il est représenté sur les coins des stupas bouddhistes. Sa légende raconte comment il a été créé par des moines bouddhistes pour protéger un bébé royal nouveau-né qui allait être dévoré par des Rakshasas ou ogresses.
Nora Nair, Norasingh et Thep Norasingh sont trois des noms sous lesquels le sphinx est connu en Thaïlande. Ils sont représentés comme des êtres qui marchent debout avec le bas du corps d'un lion ou d'un cerf et le haut du corps d'un humain. Souvent, ils se présentent en couple homme-femme. Ici aussi, le sphinx a une fonction protectrice. Il est également énuméré parmi les créatures mythologiques qui habitent la montagne sacrée Himmapan[source insuffisante].

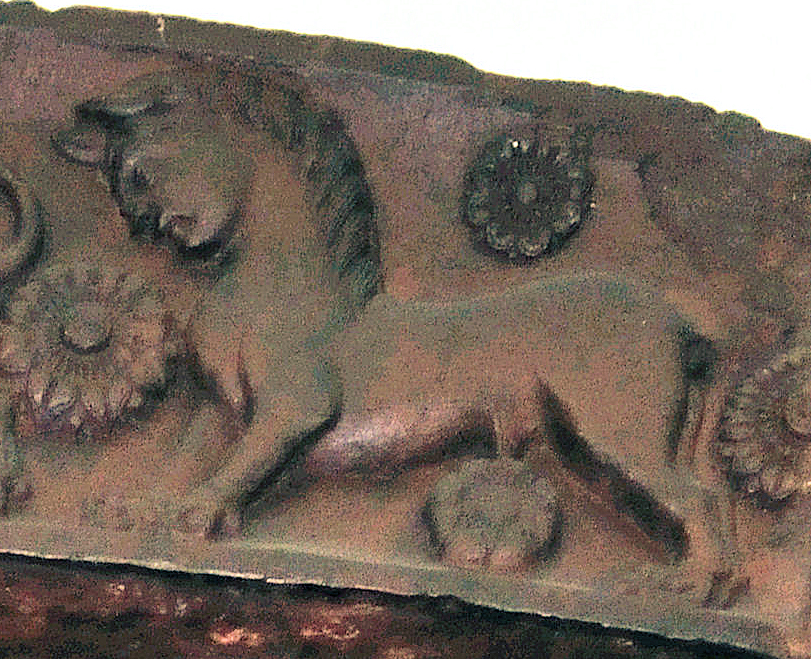
Sphinx bouddhiste sur une passerelle de stupa, Bharhut, Ier siècle avant notre ère.
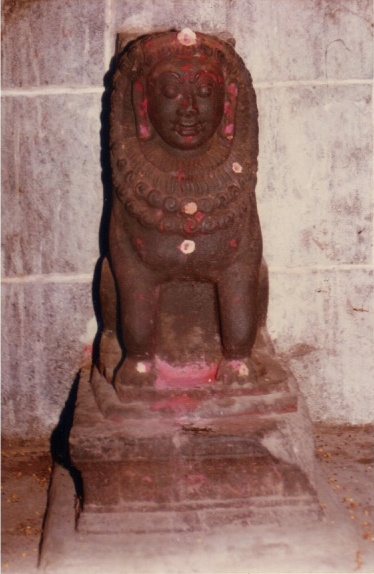
Purushamriga mâle ou sphinx indien gardant l'entrée du temple Shri Shiva Nataraja à Chidambaram.
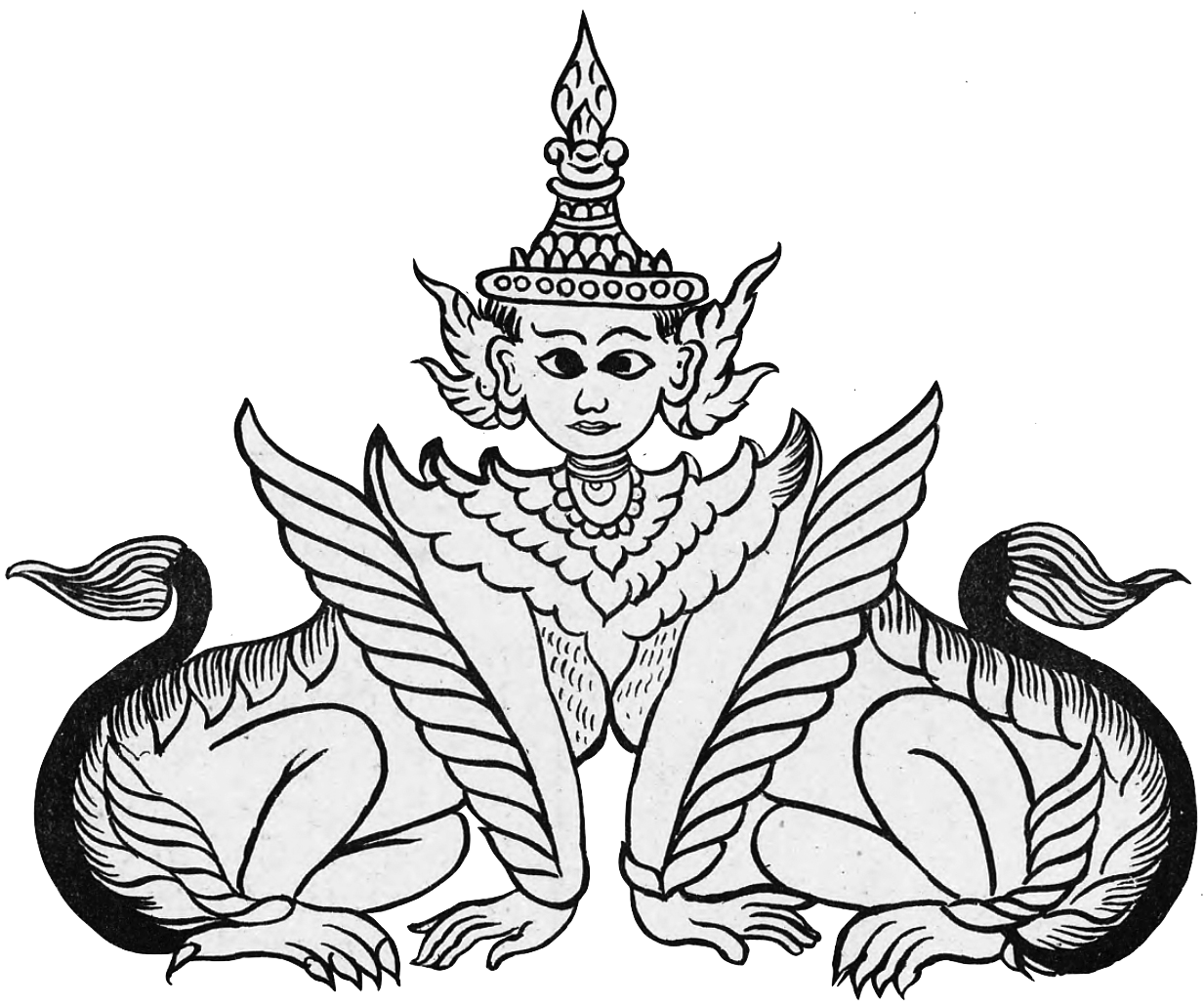
Représentation birmane de la Manussiha.

## Développements ultérieurs

### Europe
Le sphinx maniériste élaboré sous la Renaissance, à la fin du XVe siècle, est parfois considéré comme le « sphinx français ». Sa tête coiffée est droite et elle a les seins d'une jeune femme. Souvent, elle porte des perles comme ornements. Son corps est rendu de manière naturaliste comme une lionne couchée[réf. nécessaire].
La popularité des sphinx fut ravivée lors de la découverte des fresques de la Domus aurea de Néron à la fin du XVe siècle à Rome. Ils furent incorporés dans le vocabulaire classique des dessins qui se répandent dans toute l'Europe (gravures des XVIe et XVIIe siècles).

Les sphinx sont inclus dans la décoration de la loggia du palais du Vatican par l'atelier de Raphaël (1515-1520) qui montre une représentation symboliste d'Œdipe et de la sphinge.
Les premières apparitions de sphinx dans l'art français ont lieu à l'école de Fontainebleau dans les années 1520 et 1530 et elles continuent dans le style baroque tardif de la Régence (1715-1723).

Depuis la France, elle se répand dans toute l'Europe, devenant une caractéristique régulière de la sculpture décorative en plein air des jardins de palais du XVIIIe siècle, comme dans le palais du Belvédère à Vienne, le parc du Palais de Sanssouci à Potsdam, le Palais royal de la Granja de San Ildefonso en Espagne, le palais Branicki à Białystok.
La sculpture est aussi influencée par le rococo tardif dans le parc du palais royal de Queluz au Portugal[réf. nécessaire].
Les sphinx sont une caractéristique des décorations d'intérieur néo-classique de Robert Adam et de ses disciples[réf. nécessaire].
Pour les artistes et les concepteurs du romantisme et des mouvements symboliques ultérieurs au XIXe siècle, la plupart de ces sphinx font allusion au sphinx grec et au mythe d'Œdipe plutôt qu'au sphinx égyptien, bien que n'ayant pas toujours des ailes[réf. nécessaire].

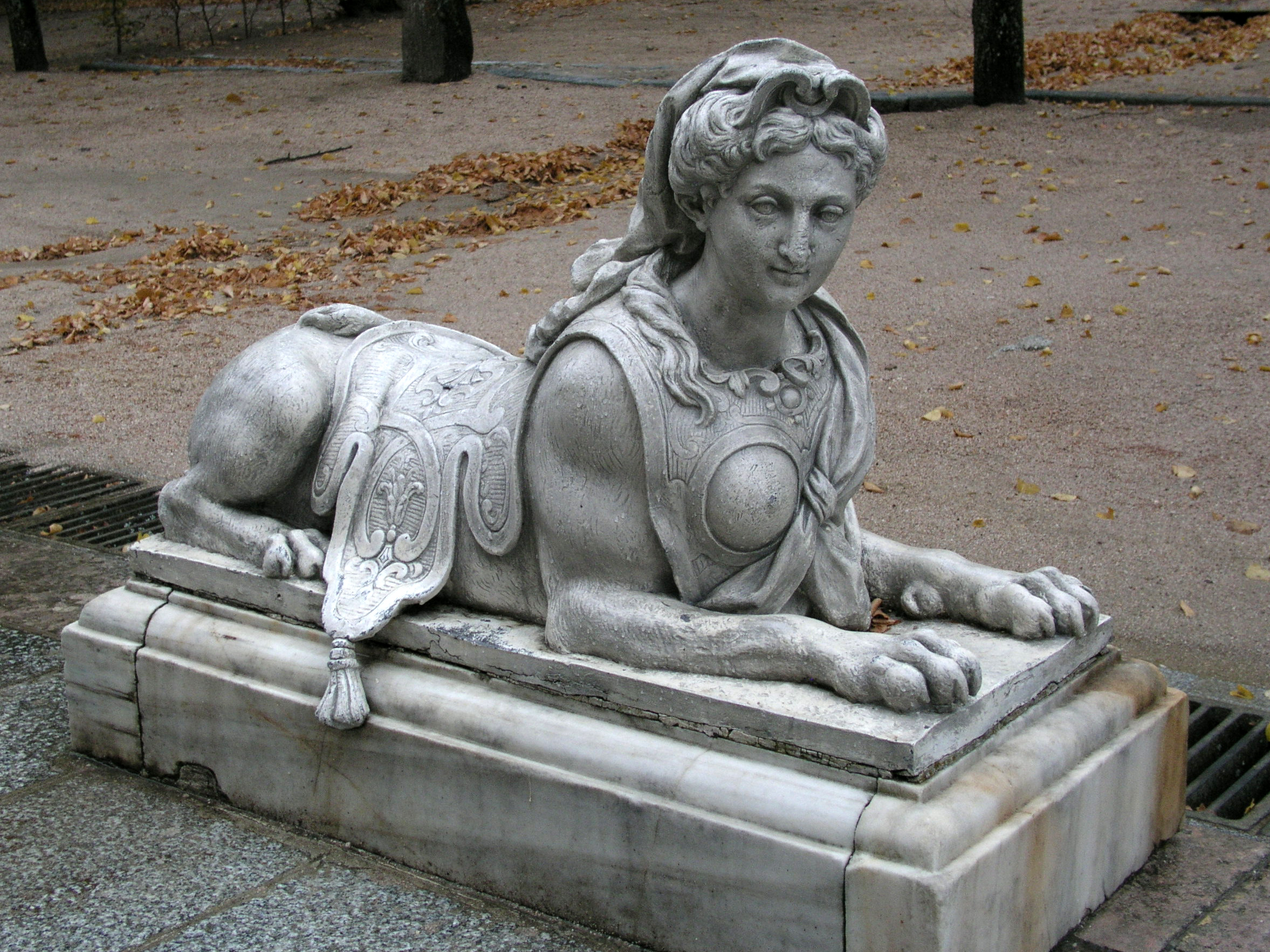
La Granja, Espagne, milieu du XVIIIe siècle.
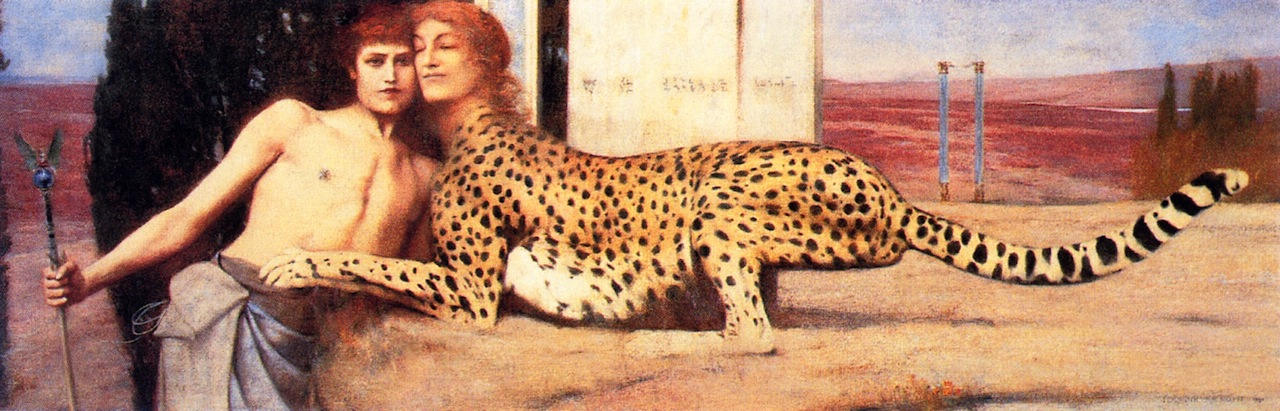
Caresses (1896) de Fernand Khnopff[22].

### Franc-maçonnerie

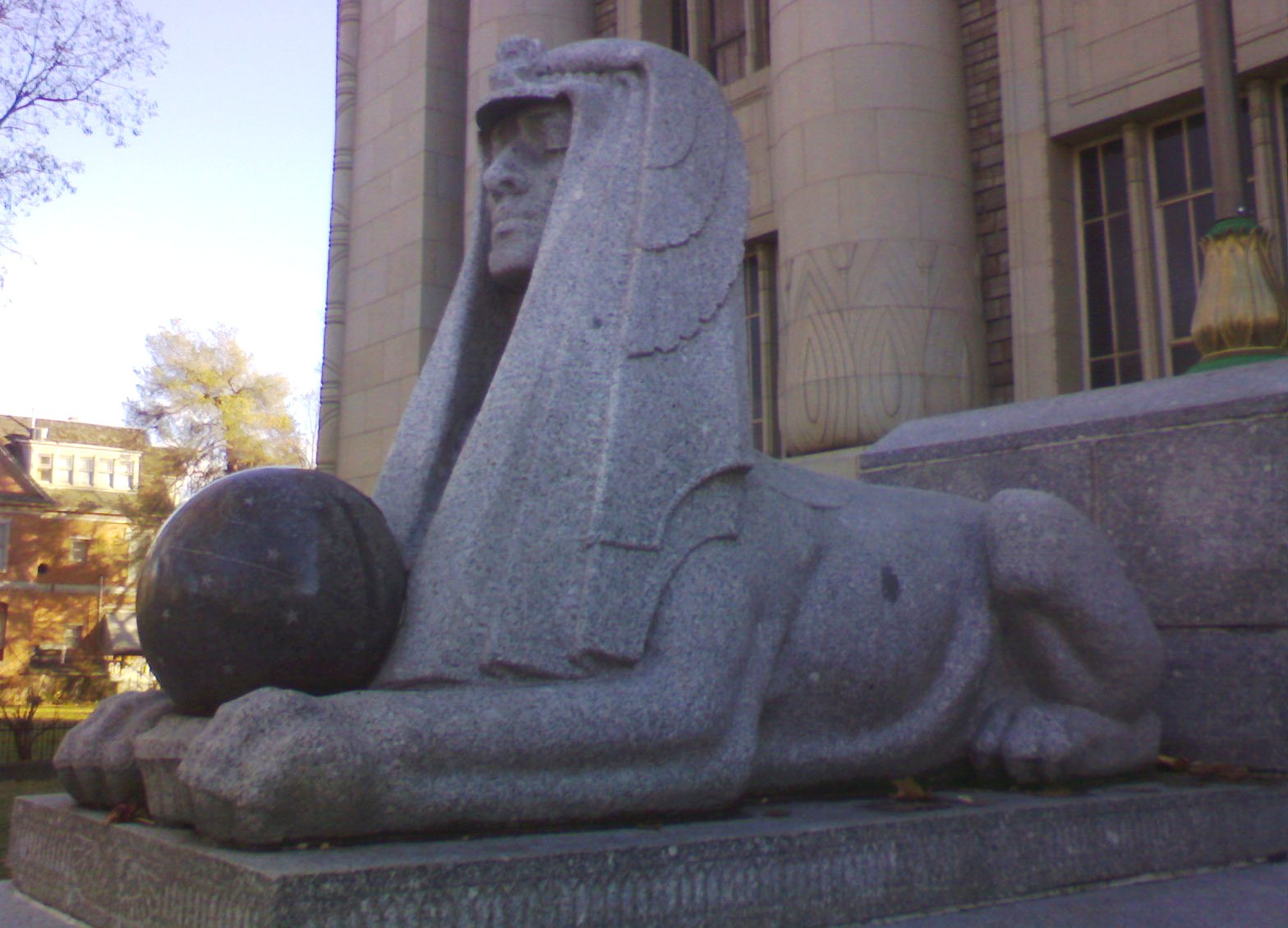
Sphinx adopté comme emblème de l'architecture maçonnique.

L'imagerie du sphinx a été adoptée par l'architecture et la symbolique maçonniques[réf. nécessaire].
Les francs-maçons ont repris le sens que les Égyptiens donnaient à leurs sphinx qui, placés à l'entrée des temples, protégeaient leurs mystères. Ceux qui y pénétraient devaient cacher la connaissance aux non-initiés.

Champollion dit que le sphinx devient successivement le symbole de chacun des dieux. Le placement des sphinx exprime l'idée que tous les dieux sont cachés au peuple et que leur connaissance, gardée dans les sanctuaires, n'est révélée qu'aux initiés[réf. nécessaire].
En tant qu'emblème maçonnique, le sphinx est adopté comme le symbole du mystère. Il se trouve ainsi devant certains temples maçonniques, ou gravé en tête de documents maçonniques.

Cependant, ce n'est pas, à proprement dit, un symbole reconnu par l'Ordre ; il s'agit plutôt d'une décoration symbolique[réf. nécessaire].